# 5193 Tanakawataru
5193 Tanakawataru eller 1992 ET är en asteroid i huvudbältet som upptäcktes den 7 mars 1992 av de båda japanska astronomerna Seiji Ueda och Hiroshi Kaneda i Kushiro. Den är uppkallad efter den japanske astronomen Wataru Tanaka.
Asteroiden har en diameter på ungefär 21 kilometer och den tillhör asteroidgruppen Themis.